# Robert Cray
Robert Cray (Columbus (Georgia), 1 augustus 1953) is een Amerikaans bluesmuzikant, gitarist en zanger.
Hij was een van de artiesten, zoals ook Stevie Ray Vaughan en George Thorogood, die een breder publiek bereikten op de radio met het spelen van vernieuwende gitaarblues in de jaren 80.

## Levensloop
Hij startte met gitaarspelen in zijn tienerjaren. Op de middelbare school begon zijn liefde voor blues en soul te groeien doordat hij begon met het verzamelen van platen. Tegen z'n 20e had Cray reeds zijn helden Albert Collins, Freddie King en Muddy Waters live gezien, en besloot hij zijn eigen band op te richten. Deze begon op te treden in steden aan de westkust.
Na vele jaren van regionaal succes en het uitbrengen van het album "Who's been talkin'" bij Tomato Records (TOM-7041), kon Cray beginnen bij Mercury Records in 1982. Zijn derde uitgave, Strong Persuader, leverde Cray een Grammy Award op, en de single "Smokin' Gun" gaf hem naamsbekendheid bij een breder publiek. Cray was een openingsact voor de grote sterren.
Begin jaren 90 werd zijn naam steeds verbonden met zijn soulstem, proper gitaarwerk en een vernieuwend bluesgeluid. Cray hanteerde voornamelijk Fender gitaren (Telecasters en Stratocasters), en speelde in een band die gewoonlijk bestond uit een bas, drums, keyboard, saxofoon en trompet.
In 2011 werd Cray opgenomen in de Blues Hall of Fame.

## Discografie
Studioalbums
- Who's Been Talkin' (1980)
- Bad Influence (1983)
- False Accusations (1985)
- Showdown! (1985, met Johnny Copeland en Albert Collins)
- Strong Persuader (1986)
- Don't Be Afraid of the Dark (1988)
- Midnight Stroll (1990)
- I Was Warned (1992)
- Heavy Pics (1995)
- Shame + A SIN (1993)

- Some Rainy Morning (1995)
- Sweet Potato Pie (1997)
- Shoulda Been Home (2001)
- Time Will Tell (2003)
- Twenty (2005)
- This Time (2009)
- Who's Been Talkin` (2010)
- Nothin' But Love (2012)
- In My Soul (2014)
- Robert Cray & Hi Rhythm (2017)
- New Blues (2019)

Livealbums
- Live at the BBC (2008)
- 4 nighs of 40 years live (2015)

Verzamelalbums
- Heavy Pics: The Robert Cray Collection (1999)
- Collected (2018)

## Hitnoteringen

### Albums
| Album met hitnotering(en) in de Vlaamse Ultratop 200 albums | Datum van verschijnen | Datum van binnenkomst | Hoogste positie | Aantal weken | Opmerkingen |
| ----------------------------------------------------------- | --------------------- | --------------------- | --------------- | ------------ | ----------- |
| Nothin but love                                             | 2012                  | 08-09-2012            | 44              | 1*           |             |

### Singles
| Single met eventuele hitnotering(en) in de Nederlandse Top 40 | Datum van verschijnen | Datum van binnenkomst | Hoogste positie | Aantal weken | Opmerkingen                                                   |
| ------------------------------------------------------------- | --------------------- | --------------------- | --------------- | ------------ | ------------------------------------------------------------- |
| Right next door (Because of me)                               |                       | 25-07-1987            | 2               | 11           | #4 in de Nationale Hitparade Top 100 / NCRV Favorietschijf    |
| Smoking Gun                                                   |                       | 03-10-1987            | 19              | 5            | als Robert Cray Band / #24 in de Nationale Hitparade Top 100  |
| Don't be afraid of the dark                                   |                       | 30-07-1988            | 13              | 8            | als Robert Cray Band / # 16 in de Nationale Hitparade Top 100 |
| 634-5789                                                      |                       | 18-03-1989            | 15              | 6            | live, met Tina Turner / #14 in de Nationale Hitparade Top 100 |

| Single met hitnotering(en) in de Vlaamse Ultratop 50 | Datum van verschijnen | Datum van binnenkomst | Hoogste positie | Aantal weken | Opmerkingen          |
| ---------------------------------------------------- | --------------------- | --------------------- | --------------- | ------------ | -------------------- |
| (Won't be) Coming home                               | 2012                  | 11-08-2012            | tip97*          |              | als Robert Cray Band |

### NPO Radio 2 Top 2000
| Nummers met noteringen in de NPO Radio 2 Top 2000 | '99  | '00 | '01  | '02  | '03  | '04  | '05  | '06  | '07  | '08  | '09  | '10  | '11  | '12  | '13  | '14  | '15  | '16  | '17  | '18  | '19  | '20  | '21  | '22  | '23  | '24  |
| ------------------------------------------------- | ---- | --- | ---- | ---- | ---- | ---- | ---- | ---- | ---- | ---- | ---- | ---- | ---- | ---- | ---- | ---- | ---- | ---- | ---- | ---- | ---- | ---- | ---- | ---- | ---- | ---- |
| Don't Be Afraid of the Dark                       | -    | -   | -    | -    | -    | -    | 1809 | 1735 | -    | -    | -    | -    | -    | -    | -    | -    | -    | -    | -    | -    | -    | -    | -    | -    | -    | -    |
| Right Next Door (Because of Me)                   | 1051 | 967 | 1485 | 1466 | 1443 | 1594 | 1362 | 1015 | 1081 | 1195 | 1671 | 1408 | 1320 | 1224 | 1228 | 1350 | 1410 | 1475 | 1693 | 1530 | 1395 | 1505 | 1543 | 1694 | 1569 | 1878 |

1. ↑  Een '-' betekent dat het nummer niet was genoteerd en een vetgedrukt getal geeft de hoogste notering van een nummer aan.

### Dvd's
| Dvd's met hitnoteringen in de Nederlandse DVD Music Top 30 | Datum van verschijnen | Datum van binnenkomst | Hoogste positie | Aantal weken | Opmerkingen |
| ---------------------------------------------------------- | --------------------- | --------------------- | --------------- | ------------ | ----------- |
| 4 nights of 40 years live                                  | 2015                  | 05-09-2015            | 4               | 6            |             |